# Joshua ben Hananiah
Joshua ben Hananiah (ebraico: יהושע בן חנניה) (Israele, ... – 131) è stato un rabbino ebreo antico, saggio Tanna dei primi 50 anni a seguito della distruzione del Tempio di Gerusalemme.
Di discendenza Levitica, servì come membro della classe dei cantori. Sua madre intendeva per lui una vita di studio e, come narra il suo contemporaneo più anziano Dosa ben Harkinas,, lo portava nella culla in sinagoga in modo che si abituasse ad ascoltare i suoni delle parole della Torah. Fu probabilmente in riferimento a questa pia madre che Jochanan Ben Zakkai parlò di Joshua ben Hananiah in questo modo: "Salve a te che lo portasti alla luce!" Secondo un'altra tradizione, Rabbi Zakkai lo lodò con le parole dell'Ecclesiaste 4:12: "Una corda a tre capi non si rompe tanto presto." Forse intendeva affermare che c'erano in Joshua le tre branche del sapere tradizionale, Midrash, Halakhah e Aggadah, unite in un tutto solido; o forse anche nel senso usato successivamente, per dimostrare che Joshua apparteneva ad una famiglia di studiosi fin nella terza generazione. È il decimo Tanna più frequentemente citato dalla Mishnah.